# Acheron Island
Acheron Island är en ö i Australien.   Den ligger i delstaten Queensland, i den nordöstra delen av landet, 1 800 kilometer norr om huvudstaden Canberra. Arean är 0,44 kvadratkilometer.
Terrängen på Acheron Island är platt. Öns högsta punkt är 54 meter över havet. Den sträcker sig 0,6 kilometer i nord-sydlig riktning, och 1,2 kilometer i öst-västlig riktning.